# Neochoroterpes kossi
Neochoroterpes kossi is een haft uit de familie Leptophlebiidae. De wetenschappelijke naam van de soort is voor het eerst geldig gepubliceerd in 1974 door Allen.
De soort komt voor in het Nearctisch gebied.